# ابن فارض
اِبْنِ فارِض، (نام کامل: ابوحفص شرف‌الدین عمر بن علی بن مرشد بن علی) (۵۷۶–۶۳۲ق/۱۱۸۱–۱۲۳۴م)، یکی از بزرگ‌ترین شاعران عرب و سراینده شعر صوفیانه در ادبیات عربی است. موضوع بیشتر اشعار او عشق به خداوند است و از این رو به وی سلطان العاشقین لقب داده‌اند.
به گفته نواده اش، نسبت ابن فارض به قبیله بنی سعد (قبیله حلیمة مرضعه پیامبر) می‌رسد. پدرش از اهالی حماة شام بود که به مصر مهاجرت کرد. او در سال ۵۷۶ هجری قمری (۱۱۸۱ م) در مصر زاده شد و مقدمات علوم را نزد پدرش فراگرفت و نزد بهاءالدین قاسم عساکر به استماع حدیث پرداخت و به مطالعه فقه شافعی پرداخت. سپس راه صوفیان را گزید و بیشتر وقت خود را در وادی‌المستضعفین واقع در کوه دوم از رشته‌کوه‌های مقطم نزدیک شهر مردگان کنونی در قاهره می‌گذراند. ابن فارض پس از آن راه مکه را پیش گرفته و در آنجا به سیر و سلوک می‌پردازد و سرانجام پس از پانزده سال به قاهره بازمی‌گردد. وی در قاهره به مقام نایب الحکمی ملک عزیز ایوبی رسید و به دلیل اینکه در محاکم قضایی سهم الارث زنان را بر مردان می‌نوشت به فارض شهرت یافت.

دربارهٔ تغییر احوال ابن فارض روایتی بدین شرح آورده‌اند: 
«در این ایام با پیرمرد بقال دیدار کرد و پیرمرد که او را مرشد روحانی ابن فارض دانسته‌اند، وی را به عزیمت به حجاز اشارت کرد. ابن فارض به مکه رفت و پانزده سال در کوه‌های اطراف مکه به تزکیه نفس پرداخت. ابن فارض به زودی به مصر بازگشت. یک بار دیگر با شیخ بقال دیدار کردو بعد از مرگ بر وی نماز خواند.»
بعد از آن ابن فارض تا آخر عمر در صحن خطابه ازهر ساکن شد و در سال ۶۳۲ق همان‌جا درگذشت. وی را در محلی به نام قرافه در دامنه کوه مقطّم در جوار شیخ بقال به خاک سپردند.
دکتر امیرحسین اللهیاری، به تازگی دیوان ابن فارض مصری را تحت عنوان «بر چکاد چکامهٔ عشاق» به فارسی برگردانده و توسط نشر مولی به چاپ رسانده‌اند..

## آثار
- قصیده «تائیة کبری» یا «نظم السلوک» یا «نظم الدر»، که مشهورترین اثر اوست که شرح‌های بسیاری بر آن نوشته شده‌است. این قصیده ۷۶۱ بیتی به صورت قصیده‌ای فارسی با همین تعداد ابیات توسط امیرحسین الهیاری به شعر فارسی ترجمه شده‌است و اکنون بلندترین قصیده تاریخ ادبیات فارسی است[۶]

1. مشارق الدراری
2. منتهی المدارک، که ترجمه عربی مشارق الدراری است به قلم سعید فرغانی
3. کشف وجوه الغر لمعانی نظم الدر، از عزالدین محمود کاشانی
4. شرح نظم الدر، از صاین‌الدین علی بن محمد ترکه

- قصیده عرفانی «میمیه» یا «خمریة»

این قصیده در وصف شراب حب الهی است و شروح متعددی دارد که دو شرح فارسی آن تاکنون به چاپ رسیده‌است:
1. مشارب الاذواق، از امیر سیدعلی همدانی ملقب به علی ثانی که به کوشش محمد خواجوی در تهران (انتشارات مولیٰ: ۱۳۶۲) و در مجموعة احوال و آثار میر سید علی همدانی به کوشش محمد ریاض در پاکستان (۱۳۶۴ خ) به چاپ رسیده‌است.
2. لوامع انوار الکشف و الشهود علی قلوب ارباب الذوق و الجود، مشهور به لوامع از عبدالرحمان جامی، این کتاب نیز بارها به چاپ رسیده‌است. از جمله در مجموعه‌ای تحت عنوان لوامع و لوایح، به کوشش ایرج افشار در تهران (۱۳۶۰ خ)[۷]

- «دیوان ابن فارض مصری» در سال ۱۴۰۰ توسط امیر حسین الهیاری، برای اولین بار به شعر فارسی ترجمه شد.[۸]